# Пискарскас, Альгис Петрас Стяпович
Альгис Петрас Пискарскас (лит. Algis Petras Piskarskas; 19 декабря 1942, Кедайняй — 11 июня 2022, Вильнюс) — советский и литовский учёный в области квантовой электроники, нелинейной оптики и лазерной спектроскопии, лауреат Государственной премии СССР (1984).

## Биография
Родился 19 декабря 1942 года в Кедайняй в семье учителя физики. В 1957 году переехал с родителями в Вильнюс. В 1959 году окончил среднюю школу имени Саломеи Нерис и поступил на физико-математический факультет Вильнюсского университета. В 1962 году перевёлся в Московский государственный университет. Там же окончил аспирантуру (1968) и защитил кандидатскую диссертацию:
- Исследование импульсных параметрических генераторов света : диссертация … кандидата физико-математических наук : 01.00.00. — Москва, 1969. — 136 с. : ил. (научный руководитель С. Ахманов).

С 1968 года работал на физическом факультете Вильнюсского университета, с 1978 года завкафедрой квантовой электроники. С 1984 года — профессор.
С 1991 г. член-корреспондент, с 1996 г. академик АН Литвы, в 2001—2005 гг. вице-президент Академии.
Скончался 11 июня 2022 года.

## Награды и премии
- Офицер ордена Великого князя Литовского Гядиминаса (1999).
- Командор ордена «За заслуги перед Литвой» (2019).
- Научная премия Литвы (1994 и 2002).
- Государственная премия СССР (1984) — за цикл работ «Высокоэффективное нелинейное преобразование частоты в кристаллах и создание перестраиваемых источников когерентного оптического излучения» (1963—1982).
- Премия Балтийской ассамблеи в области науки (2012).
- Национальная премия прогресса Литвы (2007).

## Сочинения
- Наблюдение параметрического усиления света в оптическом диапазоне. С. А. Ахманов, А. И. Ковригин, А. С. Пискарскас, В. В. Фадеев, Р. В. Хохлов, Письма ЖЭТФ 2, 300 (1965).
- Перестраиваемый параметрический генератор света на кристалле KDP. Ахманов С. А., Ковригин А. И., Колосов В., Пискарскас А. С., Фадеев В. В., Хохлов Р. В. в журнале Письма в «Журнал экспериментальной и теоретической физики», том 3, № 9, с. 372—378 (1966)